# Jozef Valachovič
Jozef Valachovič (Bratislava, 12 luglio 1975) è un ex calciatore slovacco, di ruolo centrocampista.

## Carriera

### Club
Durante la sua carriera ha ottenuto almeno un titolo in tre nazioni differenti: Slovacchia, Repubblica Ceca, e Austria. Vanta poco meno di 300 presenze nei campionati professionistici di Slovacchia, Repubblica Ceca, Israele e Austria.
Dopo aver iniziato la carriera in Slovacchia (vince un paio di titoli con l'Inter Bratislava), nel 2000 si trasferisce in Israele e nel gennaio seguente approda allo Slovan Liberec, dove vince il titolo ceco 2002. Nel gennaio 2005 passa agli austriaci del Rapid Vienna, vincendo nel giugno seguente il campionato austriaco. Nel 2008 ritorna in patria, concludendo la carriera nelle file dello Slovan Bratislava, società con la quale vince altri tre trofei nazionali.

### Nazionale
Esordisce il 19 maggio 1999 contro la Bulgaria (2-0). È convocato con frequenza tra il 1999 e il 2001, quindi non è più selezionato per la Nazionale slovacca. Tra il 2004 e il 2006 rientra nel giro della Nazionale, disputando il suo ultimo incontro il 28 marzo 2009, contro l'Inghilterra (4-0).

## Palmarès

### Club

#### Competizioni nazionali
- Coppa di Slovacchia: 2

Inter Bratislava: 1994-1995
Slovan Bratislava: 2009-2010
- Supercoppa di Slovacchia: 2

Inter Bratislava: 1995
Slovan Bratislava: 2009
- Campionato ceco: 1

Slovan Liberec: 2001-2002
- Campionato austriaco: 1

Rapid Vienna: 2004-2005
- Campionato slovacco: 1

Slovan Bratislav: 2008-2009